# Contea di Cloud
La contea di Cloud in inglese Cloud County è una contea dello Stato del Kansas, negli Stati Uniti. La popolazione al censimento del 2000 era di 10 268 abitanti. Il capoluogo di contea è Concordia